# Analiza fundamentalna
Analiza fundamentalna – analiza kondycji ekonomicznej przedsiębiorstwa w celu określenia opłacalności inwestowania w jego akcje.
W analizie fundamentalnej uwzględnia się takie czynniki jak: analiza makrootoczenia, analiza sektora lub sektorów, w których działalność prowadzi spółka, analiza ogólnej sytuacji spółki, analiza finansowa spółki oraz wycena spółki (przeprowadzana różnymi metodami).
Cenę akcji uzyskaną za pomocą różnych metod analizy fundamentalnej (np. dyskontowych lub mnożnikowych) porównuje się z ceną giełdową akcji. W przypadku, gdy cena akcji uzyskana na podstawie analizy fundamentalnej jest wyższa od ceny giełdowej spółki, inwestorzy powinni nabywać akcje tej spółki (rekomendacja kupna). W przeciwnym razie (cena akcji dużo wyższa od ceny uzyskanej na podstawie analizy fundamentalnej) – powinni pozbyć się akcji tej spółki.
Do przygotowania analizy fundamentalnej wykorzystuje się informacje między innymi z prospektu emisyjnego, okresowych raportów spółki, analiz rynkowych oraz prognoz zarządu spółki lub analityków fundamentalnych. Wskazane informacje grupuje się zazwyczaj w specjalne kalendarze wydarzeń, które ułatwiają zorganizować i przeanalizować wszystkie zebrane wydarzenia, mogące wpłynąć na wycenę aktywów giełdowych.